# Staalglansdrongo
De staalglansdrongo (Dicrurus atripennis) is een zangvogelsoort uit de familie van de Drongo's.

## Kenmerken
De staalglansdrongo is 23 cm lang, iets kleiner dan de treurdrongo die in dezelfde regio voorkomt. Verder is hij daarvan lastig te onderscheiden. De staalglansdrongo is zoals de naam al zegt, nog nadrukkelijker glanzend dan de treurdrongo. Verder verschilt hij qua habitatkeuze.

## Verspreiding en leefgebied
De staalglansdrongo komt voor in het Kongogebied en de aangrenzende landen in West- en Midden-Afrika waar nog laaglandregenwoud staat. Het is een vogel die vooral hoog in de toppen van de boomkronen verblijft. De vogel wordt vaker dan andere drongosoorten in groepen samen met ander vogelsoorten waargenomen.

## Status
De staalglansdrongo heeft een groot verspreidingsgebied en de grootte van de populatie is niet gekwantificeerd. Er is door de voortgaande ontbossingen een vermoeden dat de soort in aantal achteruit gaat. De soort is in elk geval niet algemeen. Echter, het tempo van de achteruitgang ligt onder de 30% in tien jaar (minder dan 3,5% per jaar). Daarom staat deze drongo als niet bedreigd op de Rode Lijst van de IUCN.